# 杜布基 (薩夫蘭區)
47°57′34″N 30°3′59″E / 47.95944°N 30.06639°E
杜布基（烏克蘭語：Дубки）是位於烏克蘭西南部的村莊，由敖德萨州波季利斯克区的薩夫蘭市鎮負責管轄。該村始建於1798年，面積0.27平方公里，海拔高度185米，2001年人口85，人口密度每平方公里314.81人。